# Metsamägara
Koordinaten: 59° 24′ N, 27° 29′ O
Metsamägara ist ein Dorf (estnisch küla) in der Landgemeinde Toila (Toila vald). Es liegt im Kreis Ida-Viru (Ost-Wierland) im Nordosten Estlands.
Das Dorf hat nur noch vier Einwohner (Stand 19. September 2012).